# Sálim bin Thuwajní
Sálim bin Thuwajní, celým jménem Sálim bin Thuwajní Ál Saíd (arabsky سالم بن ثويني آل سعيد‎), byl sultánem Maskatu a Ománu v období od 11. února 1866 do října 1868. Salím byl nejstarším synem sultána Thuvajniho bin Saída, jehož nahradil na pozici panovníka. Britové Lewis Pelly a Henry Bartle Frere byli hluboce zasaženi smrtí předchozího sultána, protože doufali ve vojenskou akci proti Wahhábovcům a byli si vědomi odlišných názorů jeho syna Salíma. Plukovník Lewis Pelly nesouhlasil s uznáním Salíma sultánem, který mohl zastavit cizí intervence a uzavřít mír s Wahhábovci, a nepřímo jej obvinil z otcovraždy.
Salím poslal dva vyslance do Bombaje, která tehdy byla pod vládou Britské Indie, s žádostí o obnovu vztahů mezi vládami Británie a Maskatu a zopakoval své tvrzení týkající se smrti jeho otce. Tvrdil, že Thuvajni zemřel následkem nemoci po třech dnech utrpení. V květnu 1866 následně uznala indická vláda kralujícího prince sultánem. Pellyho snaha zasáhnout skončila neúspěchem, a tak se Salím stal oficiálním ománským sultánem.
Salímův švagr a vzdálený příbuzný Azan bin Kais byl v září 1868 zvolen imámem nespokojenými domorodci, kteří usilovali o návrat země zpět k principům klasického ibadíjovského státu. Azan vedl své následovníky v mnoha nájezdech na pevnosti Barka, Maskatu a Matry. Salím nemohl bez pomoci udržet centrum a byl tak nucen odplout do jedné z přístavních pevností. Ve svém uspíšeném odjezdu za sebou zanechal cennosti včetně dědictví dynastie Ál Saíd, které byly všechny zničeny či rozkradeny nájezdníky. 11. října 1868 se Salím nalodil na svou loď The Prince of Wales (česky: Princ Walesu) a odplul do perského města Bandar Abbás, odkud v období mezi říjnem 1868 a březnem 1869 provedl několik neúspěšných pokusů o obnovení své nadvlády. Naposled se ucházel o trůn v roce 1875, ale to už Britové formálně uznali novým sultánem jeho strýce Turki bin Saída. Salím byl chycen a vyhnán na palubu H.M.S. Daphne, odkud putoval do pevnosti v Hajdarábádu (dnešní provincie Sindh, Pákistán). Zde zůstal až do své smrti na neštovice dne 7. prosince 1876.